# Mycteria
Mycteria es un género de aves ciconiformes de la familia de las cigüeñas (Ciconiidae) que incluye cuatro especies tropicales conocidas vulgarmente como tántalos. Habitan en África Oriental, el Sudeste asiático y gran parte de América.

## Especies
Se conocen cuatro especies de Mycteria:
- Mycteria americana — tántalo americano
- Mycteria cinerea — tántalo malayo
- Mycteria ibis — tántalo africano
- Mycteria leucocephala — tántalo indio